# Дайм Барбера
Дайм Барбера — серебряные монеты США номиналом в 10 центов, которые чеканились с 1892 по 1916 годы. На аверсе монеты изображён бюст женщины, символизирующей Свободу, а на реверсе венок из оливковых ветвей, пучков пшеницы и початков кукурузы.
Дайм Барбера 1894 года, отчеканенный на монетном дворе Сан-Франциско, является одной из самых дорогих монет мира. В 2007 году один из 9 известных экземпляров был продан анонимному коллекционеру за $1,9 млн.

## История
10 центов Барбера чеканились с 1892 по 1916 годы. Эта монета сменила 10 центов с изображённой на них сидящей Свободой. Монеты с изображением сидящей Свободы находились в обиходе более 50 лет. Также с 1879 года тиражи были минимальными. В связи с этим накопилось большое количество стёршихся монет низкого качества. Это стало предпосылкой разработки монет нового типа.
Был объявлен конкурс, который выиграл гравёр Чарльз Барбер. Им был разработан дизайн 10-, 25- и 50-центовых монет. Эти 3 монеты во многом схожи. Изображение аверса на них одинаково, реверс 25- и 50-центовых монет практически не отличается.
10 центов Барбера чеканились на 4 монетных дворах. О происхождении монеты из того или другого монетного двора свидетельствует небольшая буква внизу реверса:
- отсутствует — монетный двор Филадельфии, Пенсильвания
- D — монетный двор Денвера, Колорадо
- O — монетный двор Нового Орлеана, Луизиана
- S — монетный двор Сан-Франциско, Калифорния

## Изображение

### Аверс
На аверсе монеты находится бюст женщины, символизирующий Свободу. Её волосы окаймляет лавровый венок и диадема, на которой расположена надпись «LIBERTY». Над изображением Свободы полукругом идёт «IN GOD WE TRUST», внизу — датировка года, а по бокам находятся 13 звёзд по числу первых штатов.
На основании шеи можно разглядеть букву «B», которая является монограммой гравёра Барбера.

### Реверс
На реверсе изображён венок из оливковых ветвей, пучков пшеницы и початков кукурузы. В центре обозначен номинал монеты «ONE DIME». Под венком может располагаться одна из букв «D», «O» или «S», которые являются обозначением монетных дворов (Денвера, Нового Орлеана и Сан-Франциско соответственно), на которых чеканилась монета.

## Тираж
| Год  | Отчеканено в Филадельфии | Отчеканено в Денвере | Отчеканено в Новом-Орлеане | Отчеканено в Сан-Франциско |
| ---- | ------------------------ | -------------------- | -------------------------- | -------------------------- |
| 1892 | 12 120 000 (1 245)       |                      | 3 841 700                  | 990 710                    |
| 1893 | 3 340 000 (792)          |                      | 1 760 000                  | 2 491 401                  |
| 1894 | 1 330 000 (972)          |                      | 720 000                    | (24)                       |
| 1895 | 690 000 (880)            |                      | 440 000                    | 1 120 000                  |
| 1896 | 2 000 000 (762)          |                      | 610 000                    | 575 056                    |
| 1897 | 10 868 533 (731)         |                      | 666 000                    | 1 342 844                  |
| 1898 | 16 320 000 (735)         |                      | 2 130 000                  | 1 702 507                  |
| 1899 | 19 850 000 (846)         |                      | 2 650 000                  | 1 867 493                  |
| 1900 | 17 600 000 (912)         |                      | 2 010 000                  | 5 168 270                  |
| 1901 | 18 859 665 (813)         |                      | 5 620 000                  | 593 022                    |
| 1902 | 21 380 000 (777)         |                      | 4 500 000                  | 2 070 000                  |
| 1903 | 19 500 000 (755)         |                      | 8 180 000                  | 613 300                    |
| 1904 | 14 600 357 (670)         |                      |                            | 800 000                    |
| 1905 | 14 551 623               |                      | 3 400 000                  | 6 855 199                  |
| 1906 | 19 957 731 (675)         | 4 060 000            | 2 610 000                  | 3 136 640                  |
| 1907 | 22 220 000 (575)         | 4 080 000            | 5 058 000                  | 3 178 470                  |
| 1908 | 10 600 000 (545)         | 7 490 000            | 1 789 000                  | 3 220 000                  |
| 1909 | 10 240 000 (650)         | 954 000              | 2 287 000                  | 1 000 000                  |
| 1910 | 11 520 000 (551)         | 3 490 000            |                            | 1 240 000                  |
| 1911 | 18 870 000 (543)         | 11 209 000           |                            | 3 520 000                  |
| 1912 | 19 349 300 (700)         | 11 760 000           |                            | 3 420 000                  |
| 1913 | 19 760 000 (622)         |                      |                            | 510 000                    |
| 1914 | 17 360 230 (425)         | 11 908 000           |                            | 2 100 000                  |
| 1915 | 5 620 000 (450)          |                      |                            | 960 000                    |
| 1916 | 18 490 000               |                      |                            | 5 820 000                  |

(в скобках обозначено количество монет качества пруф)
Суммарный тираж монеты составляет более 500 миллионов экземпляров.

## Дайм Барбера 1894—S
Дайм Барбера 1894 года S является одной из самых дорогих монет мира. Всего на монетном дворе Сан-Франциско в 1894 году (о чём свидетельствует буква «S» на реверсе) было отчеканено 24 дайма Барбера состояния «пруф». Из них на сегодняшний день известно всего лишь о 9.
Руководитель монетного двора Сан-Франциско распорядился отчеканить столь незначительный тираж монет. Из них он дал своей дочери 3 экземпляра и сказал хранить до тех пор, пока она не достигнет его возраста, а затем продать. По пути домой на одну из монет она купила себе мороженое. Этот экземпляр известен как Ice Cream Specimen. Оставшиеся 2 монеты она продала в 1950 году.
В 2007 году дайм Барбера был продан анонимному коллекционеру за $1,9 млн.